# Georgina Klug
Georgina Klug (Santa Fe, 11 de junio de 1984) es una exjugadora de voleibol de playa, voleibol indoor y kinesióloga argentina. Dos veces campeona de la liga argentina de vóley indoor, fue capitana de la Selección argentina de vóley. Jugó en dupla con Ana Gallay, con quien obtuvo la medalla de oro en los Juegos Panamericanos de 2015.

## Carrera
Desde su primera infancia comenzó a practicar volley en la quinta de sus abuelos. Se inició en el volley federado en el club Regatas de Santa Fe, siendo elegida para integrar las selecciones nacionales juveniles. Durante sus estudios de kinesiología y fisiatría en Rosario, jugó en el club Fisherton. Luego jugó para los clubes Ciudad de Buenos Aires, Boca Juniors, GEBA y Banco Nación, ganando con este último equipo dos ligas nacionales. Luego jugó para el club Cecell de España y en 2007 fue convocada para integrar la selección nacional, "Las Panteras", siendo elegida además capitana.
En 2011 comenzó a practicar beach volley. En 2015, obtuvo con Ana Gallay la medalla de oro en los Juegos Panamericanos de Toronto. En septiembre de 2015, ganaron la medalla de plata en el Open de Xiamen, China. En junio de 2016, clasificaron en el Tour Internacional para participar en los Juegos Olímpicos de Río de Janeiro 2016.